# همبازی
همبازی عنوان فیلمی سینمایی به تهیه‌کنندگی مهدی کریمی و کارگردانی غلامرضا رمضانی و محصول ۱۳۸۸ است. فیلمی است با موضوع کودکان برای جشنواره فیلم کودک و نوجوان ساخته شده که در این فیلم بازیگرانی چون حمید فرخ‌نژاد و نیکی کریمی ایفای نقش می‌کنند.

## خلاصه فیلم
امین پسر ۴ ساله تنها فرزند خانواده برای داشتن همبازی در خانه از پدر و مادرش می‌خواهد که با آوردن نوزاد به جمع خانواده او را از تنهایی بیرون بیاورد اما پدر و مادر به علت مشکلاتی مثل نداشتن وقت برای بزرگ کردن بچه نمی‌پذیرند. امین با اصرارهای فراوان آن‌ها را بر سر دوراهی قرار می‌دهد که بین آوردن نوزاد یا داشتن یک کره الاغ، یکی را انتخاب کند تا او در خانه همبازی داشته باشد!
البته پس از تجربه مدت کوتاهی نگهداری از یک کره الاغ در آپارتمان، پدر و مادر خود را متقاعد به فرزندآوری می‎کند و فیلم با یک صحنه فوق‌‎العاده در همین زمینه به پایان می‎رسد.